# Jaffeite
La jaffeite è un minerale.